# ویلکنز ۱۶۸۸
سیارک ۱۶۸۸ (به انگلیسی: 1688 Wilkens، نامگذاری:1951EQ1) هزار و ششصد و هشتاد و هشتمین سیارک کشف شده‌است که در ۳ مارس ۱۹۵۱ کشف شد.
قدر مطلق سیارک برابر ۱۲٫۵۰ است.